# Philipp Basener
Philipp Basener (* 1988 in Düsseldorf) ist ein deutscher Schauspieler, Bühnen- und Kostümbildner.

## Leben
Basener sammelte erste Spielerfahrungen am Düsseldorfer Schauspielhaus, u. a. in Inszenierungen von Jan Klata, Franziska Steiof und Hermann Schmidt-Rahmer. Zeitgleich spielte und inszenierte er in der freien Theaterszene in Düsseldorf und Kassel. Von 2012 bis 2016 studierte Philipp Basener Schauspiel an der Otto-Falckenberg-Schule in München. Während seines Studiums arbeitete er an den Münchner Kammerspielen u. a. mit den Regisseuren Jorinde Dröse, Matthias Günther und Boris Niktin und war in Du hast mir die Pfanne versaut, du Spiegelei des Terrors von René Pollesch zu sehen. Regelmäßig arbeitete er performativ mit Ersan Mondtag und dem KAPITÆL ZWEI KOLEKTIF in Münchner Clubs sowie im Stadtraum: 2015 in Party #4 - NSU einer 4-stündigen Performance, die die Protokolle des NSU-Prozesses in München aufgriff. Im selben Jahr erhielt die Stückentwicklung seines Jahrgangs Glow! Box BRD (Regie: Jorinde Dröse) einen Ensemblepreis und zwei Solopreise auf dem Theatertreffen deutschsprachiger Schauspielstudierender in Bochum.
Vor seinem Schauspielstudium entwickelte Philipp Basener zusammen mit seinem Kollektiv Kurzfilme und Videoarbeiten, die ausgestellt oder auf Festivals gezeigt wurden. Sein Kurzfilm Tage mit Waschmaschinen mit Meelah Adams wurde 2008 auf mehreren Kurzfilmfestivals ausgezeichnet. 
Sein erstes Festengagement trat er zur Spielzeit 2016/17 am Theater Bonn an. 
Philipp Basener ist zudem als Hörbuchsprecher tätig. Im Februar 2021 outete er sich im Rahmen der Initiative #actout im SZ-Magazin mit 185 anderen lesbischen, schwulen, bisexuellen, queeren, nicht-binären und trans* Schauspielern.

## Filmografie (Auswahl)
- 2016: Paradies (Ray)
- 2021: SOKO Stuttgart (Fernsehserie, Folge Liebe mit Handicap)

## Theater (Auswahl)
- 2016 Romeo und Julia (Regie: Laura Linnenbaum) Theater Bonn
- 2015 Das Vorsprechen (Regie: Boris Nikitin) Münchner Kammerspiele
- 2015 Eine Möwe nach Anton Tschechow (Regie: Stephanie van Batum) Münchner Volkstheater
- 2015 Glow! Box BRD (Regie: Jorinde Dröse) Münchner Kammerspiele
- 2014 Trunkener Prozess von Bernard-Marie Koltès (Regie: Pia Richter) Münchner Kammerspiele
- 2013 Du hast mir die Pfanne versaut, du Spiegelei des Terrors (Regie: René Pollesch) Lenbachhaus München
- 2013 Schnapsbudenbestien Folge 2: Etienne nach Émile Zola (Regie: Matthias Günther) Münchner Kammerspiele
- 2011 Spring Awakening (Regie: Philipp Rosendahl) Nachrichtenmeisterei Kassel
- 2010 Pünktchen und Anton (Regie: Franziska Steiof) Düsseldorfer Schauspielhaus